# Iolanda Pineda i Balló
Iolanda Pineda Balló (Girona, 1976) és una política catalana, militant dels Partits del Socialistes de Catalunya.

## Trajectòria
Es va llicenciar en dret a la Universitat de Girona. Va començar com a regidora a l'Ajuntament de Salt, on a les eleccions municipals de 2007 fou escollida alcaldessa de Salt, càrrec que ostentaria entre 2007 i 2011. A les eleccions municipals de 2011 va perdre el càrrec davant de Jaume Torramadé Ribas, d'Unió Democràtica, qui ja havia sigut alcalde entre 1999 i 2007.
Posteriorment, el mateix 2011 fou escollida senadora al Senat espanyol juntament amb l'expresident José Montilla, a proposta del PSC per reemplaçar els socialistes Joan Sabaté i Assumpta Baig a la Cambra Alta. Posteriorment ha sigut consellera al Consell Comarcal del Gironès. El 2012 va demanar el vot telemàtic al Senat, on hi va anar amb el seu fill de 8 setmanes.
Al seu partit ha tingut diversos càrrecs de responsabilitat: Membre del Comitè Federal del PSOE de l’any 2000 al 2004 i membre de l’executiva nacional des del PSC des de 2008, entre d'altres.